# Галиль (автомат)
Гали́ль, также Гали́л (ивр. גליל‎, англ. Galil) — израильский автомат, разработанный конструктором Исраэлем Галили на основе автомата Калашникова.

## История

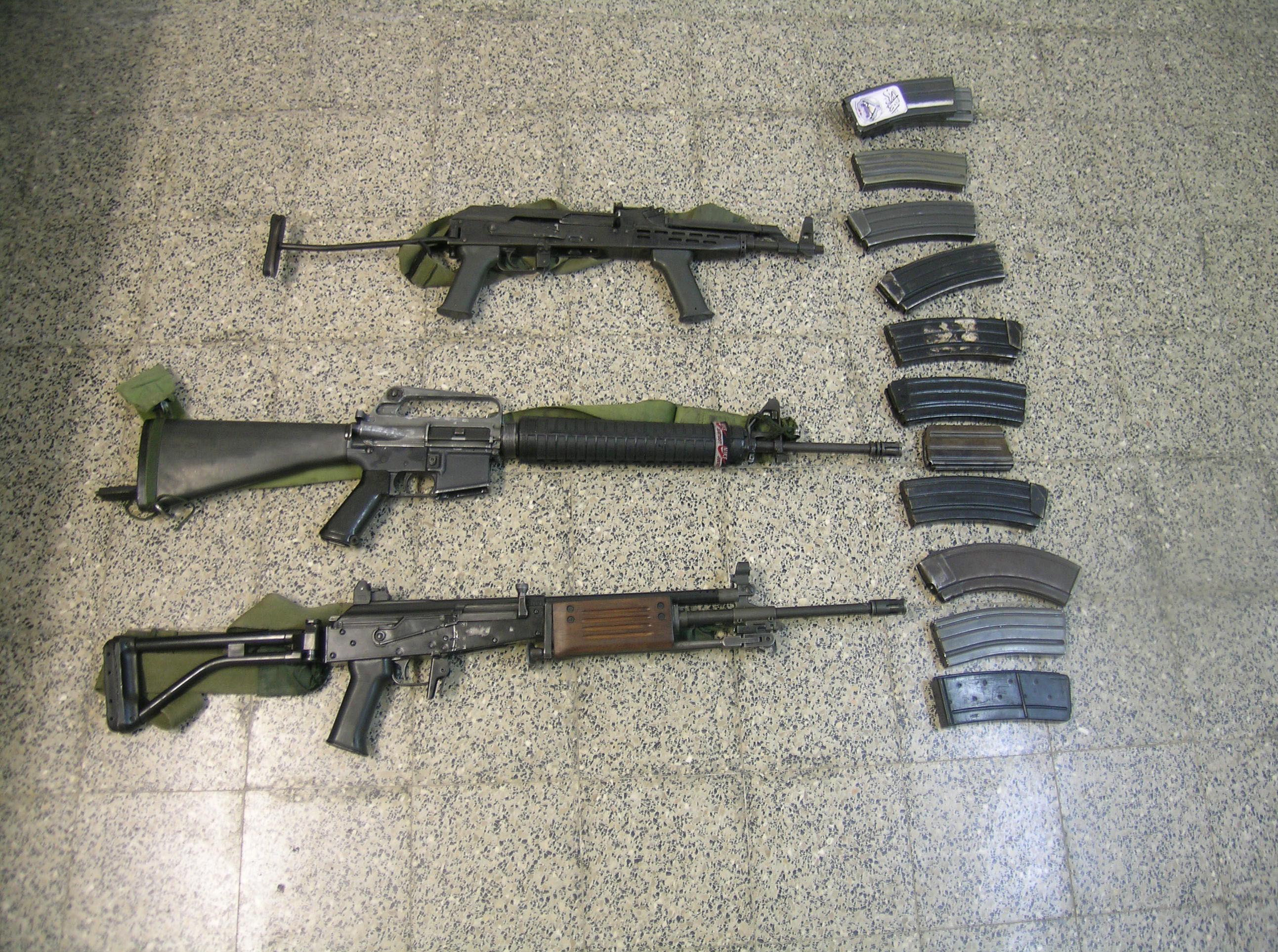
Автоматы AMD-65 (венгерская копия АК), M16 и IMI Galil

Несмотря на победу в Шестидневной войне, командование ЦАХАЛа установило, что FN FAL, стоящие на вооружении Израиля, были менее приспособлены к условиям боя в пустыне, чем автоматы Калашникова, с которыми воевали арабы. В результате было принято решение о создании нового автомата под патрон 5,56×45 мм, который бы смог заменить FN FAL.
В 1969 году соответствующие прототипы были продемонстрированы инженерами Узиелем Галем и Исраэлем Галили, в результате чего предпочтение было отдано варианту Галили, в основе которого лежала конструкция финского автомата Valmet Rk 62 (копия АК), лицензия на производство которого была куплена Израилем и который сам являлся лицензионным вариантом автомата Калашникова. В 1973 году автомат Галиля поступает на вооружение под обозначением Galil, при этом его производство было налажено компанией Israel Military Industries с использованием купленного в Финляндии оборудования.
В конце 1980-х годов были разработаны варианты под винтовочный патрон 7,62×51 мм NATO.
В начале 1990-х автоматы Галиль на вооружении пехотных подразделений были заменены американскими автоматами M16 («первой ласточкой» стали американские поставки M16А1 и CAR-15 во время арабо-израильских войн 1967 года, обходившиеся дешевле, чем производство Galil). Остались в эксплуатации только укороченные варианты, использовавшиеся как персональное оружие самообороны экипажей транспорта и танков, а также артиллеристов.
Производство автоматических винтовок «Галиль» в Израиле было прекращено в 2006 году, в 2007 году «Галиль» были окончательно сняты с вооружения ЦАХАЛ (некоторое количество осталось на вооружении рот почётного караула и отдельных небоевых частей). В 2006 году лицензия и оборудование для производства оружия были проданы в Колумбию (в результате, колумбийская компания «INDUMIL» стала единственным производителем этого оружия в мире).

## Описание

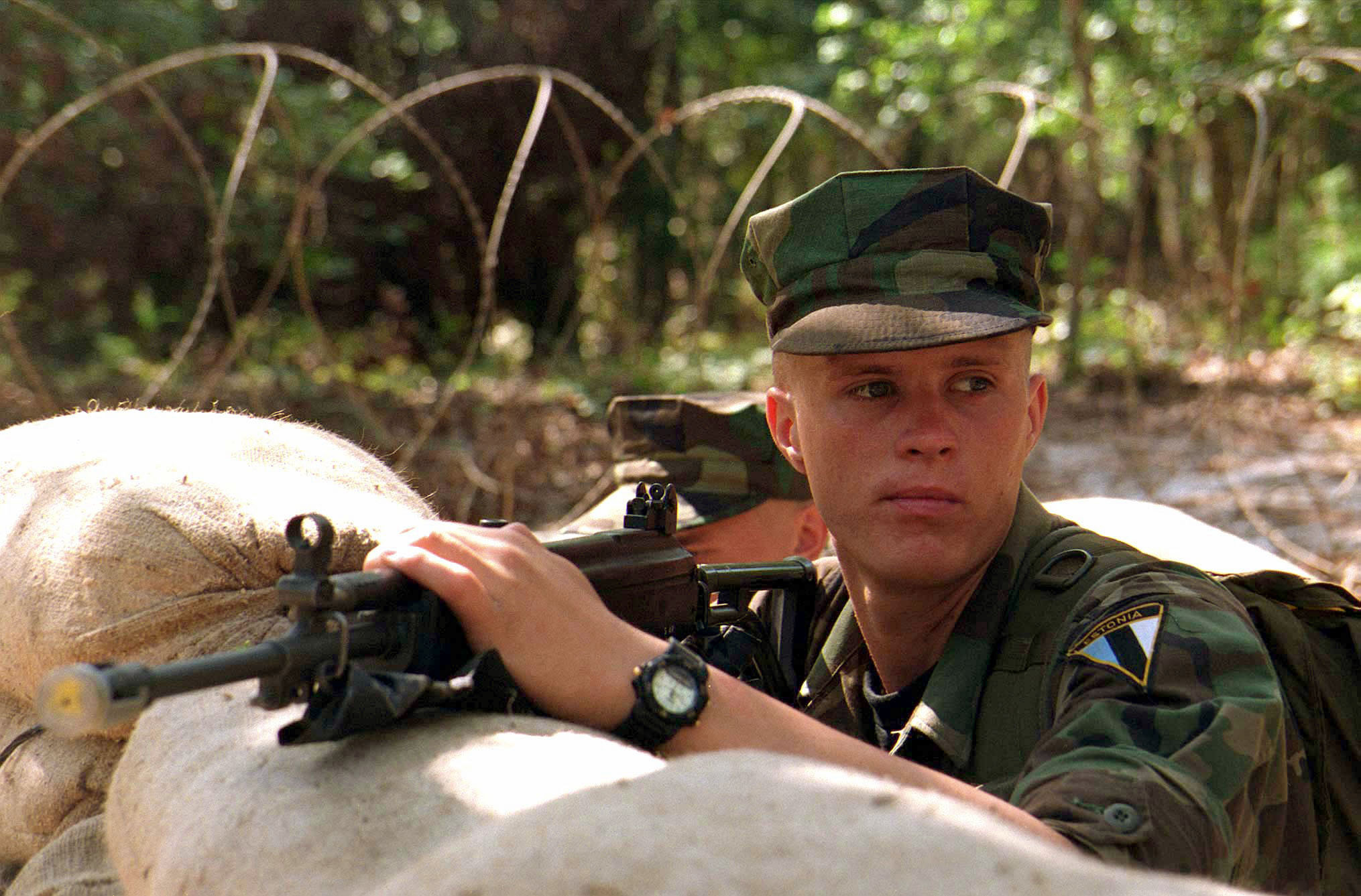
Эстонский солдат с Galil AR во время учений

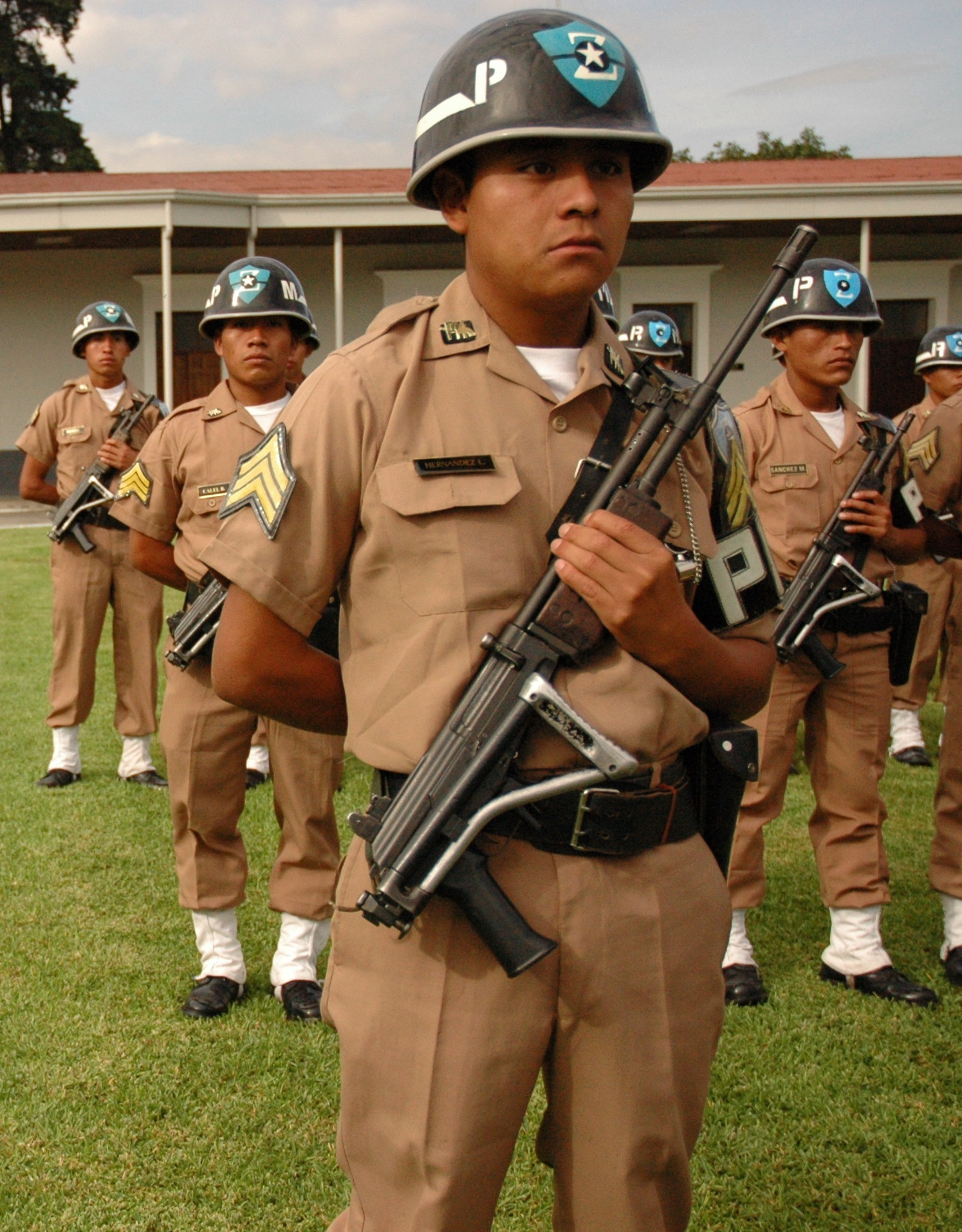
Сложенный вправо приклад (автомат в руках полицейского в Гватемале)

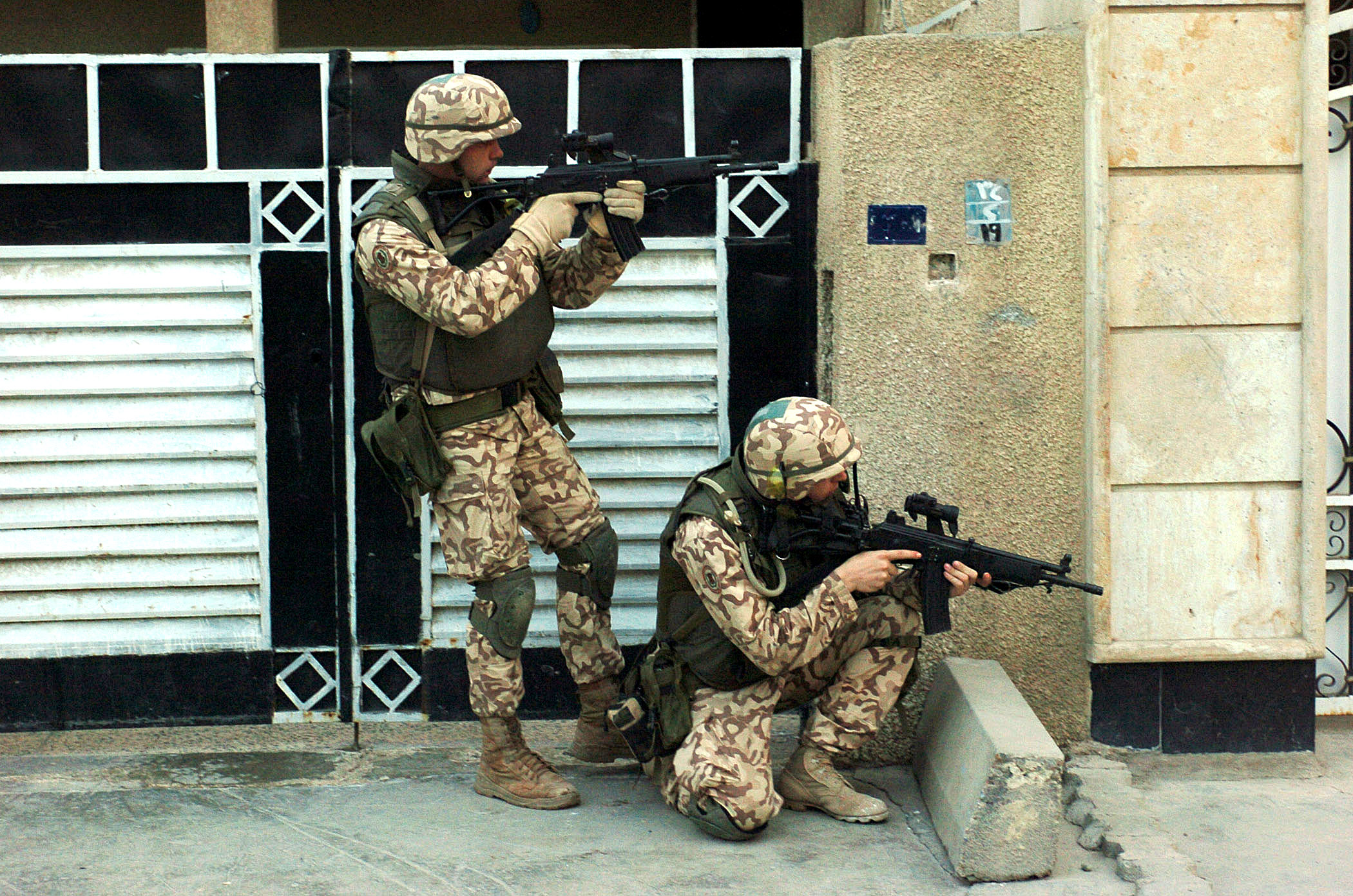
Укороченный вариант с коллиматорным прицелом

С точки зрения внутреннего устройства Galil аналогичен автомату Калашникова за исключением применения другого патрона. Автоматика работает за счёт отвода части пороховых газов из канала ствола через газоотводное отверстие, просверлённое под углом 30 градусов назад непосредственно в газовую камеру. Газовый поршень хромирован. Рукоятка затвора в отличие от автомата Калашникова загнута вверх для того, чтобы её можно было использовать обеими руками. Слева над пистолетной рукояткой имеется дополнительный флажок предохранителя-переводчика режимов стрельбы.
Диоптрический прицел имеет 2 положения: для стрельбы на дальности 0-300 м и 300—500 м. Также имеется приспособление с тремя светящимися точками (одна на мушке и две на прицеле) для стрельбы в условиях низкой освещённости на дальности до 100 м. Автомат может стрелять винтовочными гранатами, при этом используются магазины на 12 холостых патронов. Также может использоваться штык-нож.
У автомата есть две особенности, призванные бороться со вредными солдатскими привычками. Так, в основании сошек имеется ключ для откупоривания пивных бутылок (ранее для этих целей пользовались «губками» магазина, что нередко влекло за собой опасные последствия). Кроме того, в полевых условиях солдату нужно заботиться всего о шести узлах своего оружия.[прояснить]
Пистолетная рукоятка выполнена из пластика, как и цевьё на поздних вариантах (на ранних цевьё было деревянным). Металлический скелетный приклад складывается на правый бок.
Одним из недостатков оружия является целик, размещённый на крышке ствольной коробки, демонтируемой при каждой сборке-разборке оружия, что по сути исключает возможности точной пристрелки. Ещё одной проблемой Galil является его большая масса — 3,95 кг, что больше, чем у M16А1 (2,97 кг).

## Варианты
- Galil AR (Assault Rifle) — базовый вариант (патроны 5,56 мм НАТО и 7,62 мм НАТО).
- Galil ARM (Assault Rifle and Machine gun) — вариант лёгкого ручного пулемёта, отличающийся от AR наличием сошек и рукоятки для переноски (патроны 5,56 мм НАТО и 7,62 мм НАТО).
- Galil SAR (Short Assault Rifle) — укороченный вариант для воздушно-десантных и бронетанковых войск (патроны 5,56 мм НАТО и 7,62 мм НАТО).
- Galil MAR (Micro Assault Rifle, Micro-Galil) — укороченный вариант SAR, предназначенный для спецподразделений или использования в качестве персонального оружия самообороны (патроны только 5,56 мм НАТО). На цевье имеется выступ, предотвращающий соскальзывание кисти в сторону дула.
- Magal — пистолет-пулемёт, созданный под американский патрон .30 Carbine (7,62×33 мм) на основе Galil MAR. Всего было выпущено около 1000 штук.
- Galil Sniper или Galatz — самозарядный снайперский вариант с тяжёлым стволом, сошкой, оптическим прицелом и деревянным прикладом (патроны только 7,62 мм НАТО).
- Galil Hadar — гражданский самозарядный вариант с цевьём, объединённым с прикладом.
- SR-99 — модернизированная версия Galil Sniper.
- Galil ACE — дальнейшее развитие семейства.

## Страны-эксплуатанты
- Боливия[10]
- Ботсвана[10]
- Бразилия[10]
- Вьетнам
- Гаити[10]
- Гватемала[11]
- Джибути[12]
- Израиль — ЦАХАЛ[13] и охрана кнессета[14].
- Индия[10]
- Индонезия — используется подразделениями KOPASKA и Kopassus[15].
- ДР Конго[10]
- Колумбия[16] — с 2006 года 5,56-мм автоматы Galil AR, SAR и ARM выпускаются по лицензии в городе Соача, на оружейном заводе «General Jose Maria Cordova» государственной компании Indumil, с 2010 года выпускается модель Galil ACE. До сентября 2015 года выпущено 3,5 тыс. автоматов всех модификаций[17].
- Коста-Рика[10] — 1500 шт. в 1981—1988[18]
- Грузия[19]
- Лесото[10]
- Монголия[20][21]
- Непал[10]
- Никарагуа[10] — в 1974—1979 годы Galil ARM и Galil SAR закупались для Национальной гвардии Никарагуа
- Перу[10]
- Португалия — 5,56-мм варианты AR и ARM используются воздушно-десантными войсками[22].
- Руанда[10]
- Сальвадор[23]
- США — в январе 1983 года был официально разрешён импорт винтовок «Galil» в США для государственных структур, коллекционеров оружия и иных категорий частных лиц[24], но после введения 19 мая 1986 года правительством США запрета на продажу автоматического оружия гражданским лицам их импорт оказался затруднён; 13 сентября 1994 года их импорт был запрещён[25]
- Тринидад и Тобаго[10]
- Филиппины[10][26]
- Чили[27]
- Эсватини[10]
- Эстония — Используются 5,56-мм варианты Galil AR, SAR, ARM и 7,62-мм Galil Sniper[28][29][30][31].
- ЮАР — стандартное оружие пехоты ВС ЮАР. Выпускается по лицензии в несколько изменённом виде под обозначением R4 компанией Vektor (подразделением корпорации Denel)[32].
- Южный Судан